# I Shall Not Be Moved
«I Shall Not Be Moved» (en español, «No me moverán»), también conocida como «We Shall Not Be Moved» (en español, «No nos moverán»), es un canto espiritual, un himno y una canción de protesta de los esclavos afroamericanos que tiene su origen en el sur de los Estados Unidos de principios del siglo XIX. Es probable que se cantara originalmente en las reuniones de campamentos revivalistas como jubileo de esclavos. La canción describe ser «como un árbol plantado junto a las aguas» que «no se moverá» debido a la fe en Dios. Secularmente, como «We Shall Not Be Moved» («No nos moverán») se hizo popular como canción sindical y de protesta del movimiento por los derechos civiles.
El texto está basado en las escrituras bíblicas:
Bendito el varón que confía en Jehová, y cuya confianza es Jehová. Porque será como el árbol plantado junto a las aguas, que junto a la corriente echará sus raíces, y no verá cuando viene el calor, sino que su hoja estará verde; y en el año de sequía no se fatigará, ni dejará de dar fruto.

—   Jeremías 17:7–8
Será como árbol plantado junto a corrientes de aguas, que da su fruto en su tiempo, y su hoja no cae; y todo lo que hace, prosperará.

— Salmos 1:3
Él solamente es mi roca y mi salvación; él es mi defensa; no seré conmovido.

— Salmos 62:2

En 1908, Alfred H. y B. D. Ackley registraron los derechos de autor de un himno con el nombre «I Shall Not Be Moved».

## Movimiento por los derechos civiles
Como «We Shall Not Be Moved», la canción ganó popularidad como canción de protesta y sindical del movimiento por los derechos civiles.
La canción se hizo popular en los movimientos por la paz y antinucleares suecos a finales de los años 1970, en una traducción sueca de Roland von Malmborg, «Aldrig ger vi upp» (en español, «Nunca nos rendiremos»).

## Versiones grabadas
Entre otros, los siguientes artistas grabaron «I (We) Shall Not Be Moved»:
- Blind Roosevelt Graves (1929)[5] – reeditado en The Stuff That Dreams Are Made Of (2006)
- Charley Patton (1929)[6]
- The Almanac Singers  with Pete Seeger en The Original Talking Union and Other Union Songs (1955)[7]
- The Harmonizing Four (sencillo; Gotham 1954)[8]
- Lonnie Donegan en Lonnie Donegan Showcase (1956)[9]
- Million Dollar Quartet (Elvis Presley, Jerry Lee Lewis, Carl Perkins y Johnny Cash) (1956)
- The Freedom Singers en la Marcha sobre Washington (1963)[10]en un popurrí con otras canciones
- Mississippi John Hurt en The Best Of Mississippi John Hurt (recorded 1965, published 1970)[11]
- Ella Fitzgerald en Brighten the Corner (1967)[12]
- Oktoberklub en Der Oktober-Klub singt (1967)[13]
- The Seekers en varios álbumes, incluyendo The Best of The Seekers (1968)[14]
- Son House en The Real Delta Blues – 14 songs from the man who taught Robert Johnson (grabado en 1960, publicado en 1974)[15]
- Joan Báez («No Nos Moverán») en su álbum en español Gracias a la Vida (1974)[16]
- Henry Qualls en Blues from Elmo, Texas (1994)[17]
- Underground Ministries con Kenny Bobien (vinilo, 12", sencillo, promoción) (1999)[18]
- Sweet Honey in the Rock en Still the Same Me (2000)[19]
- This Bike Is a Pipe Bomb en Front Seat Solidarity (2002)[20]
- Peter, Paul and Mary en In These Times (2003)[21]
- Johnny Cash en My Mother's Hymn Book (2004)[22]
- Mavis Staples en We'll Never Turn Back (2007)[23]
- Public Enemy en Most of My Heroes Still Don't Appear on No Stamp (2012)[24]
- Owen McDonagh & The Bogside Men en Songs of Irish Civil Rights (1970)[25]
- Rhiannon Giddens en They're Calling Me Home (2021)[26]
- Taj Mahal y Ry Cooder en Get on Board[27]

The Housemartins en la versión de 12 pulgadas de su sencillo número 1 del Reino Unido de 1985, «Caravan of Love».

## En la cultura popular
El grupo musical británico The Spinners puso el tono musical a la comedia de Thames Television de 1975 sobre una familia de clase trabajadora de Liverpool, The Wackers. El popurrí de los créditos finales los presentó cantando «We Shall Not Be Moved» y «You'll Never Walk Alone».
En Gran Bretaña, en la década de 1980, la canción fue utilizada por el popular luchador británico Big Daddy como música para sus presentaciones, siendo recibida con vítores de los aficionados.
David Spener ha escrito un libro que documenta la historia del título de esta canción, incluyendo cómo se tradujo al español, cambiando la primera persona del singular a la tercera persona del plural, «No nos moverán». Esa versión formó parte de la banda sonora de la conocida y popular serie de televisión Verano azul, que popularizó la canción entre la juventud española.
J. B. Burnett versionó la canción para el primer episodio de la tercera temporada de Supernatural («The Magnificent Seven»).
El dramaturgo Isaiah Reaves utilizó el nombre para su espectáculo para describir las experiencias de su abuela como Viajera de la Libertad.